# Asplenium alvarezense
Asplenium alvarezense là một loài dương xỉ trong họ Aspleniaceae. Loài này được Rudm.Brown mô tả khoa học đầu tiên năm 1905.
Danh pháp khoa học của loài này chưa được làm sáng tỏ. 